# ويليام إلمر
ويليام إلمر (بالإنجليزية: William Elmer)‏ هو ممثل أمريكي، ولد في 25 أبريل 1869 في الولايات المتحدة، وتوفي في 24 فبراير 1945 بهوليوود في الولايات المتحدة.

## وصلات خارجية
- ويليام إلمر على موقع IMDb (الإنجليزية)
- ويليام إلمر على موقع ألو سيني (الفرنسية)
- ويليام إلمر على موقع قاعدة بيانات الأفلام السويدية (السويدية)
- ويليام إلمر على موقع قاعدة بيانات الفيلم (الإنجليزية)
- ويليام إلمر على موقع كينوبويسك (الروسية)